# Melissotarsini
Melissotarsini – dawniej wyróżniane plemię mrówek z podrodziny Myrmicinae. 
Na podstawie analiz filogenetycznych zsynonimizowane z Crematogastrini przez P.S. Warda i innych w 2015 roku.
Zaliczano doń 2 opisane rodzaje:	 
- Melissotarsus Emery, 1877
- Rhopalomastix Forel, 1900